# Higonokami

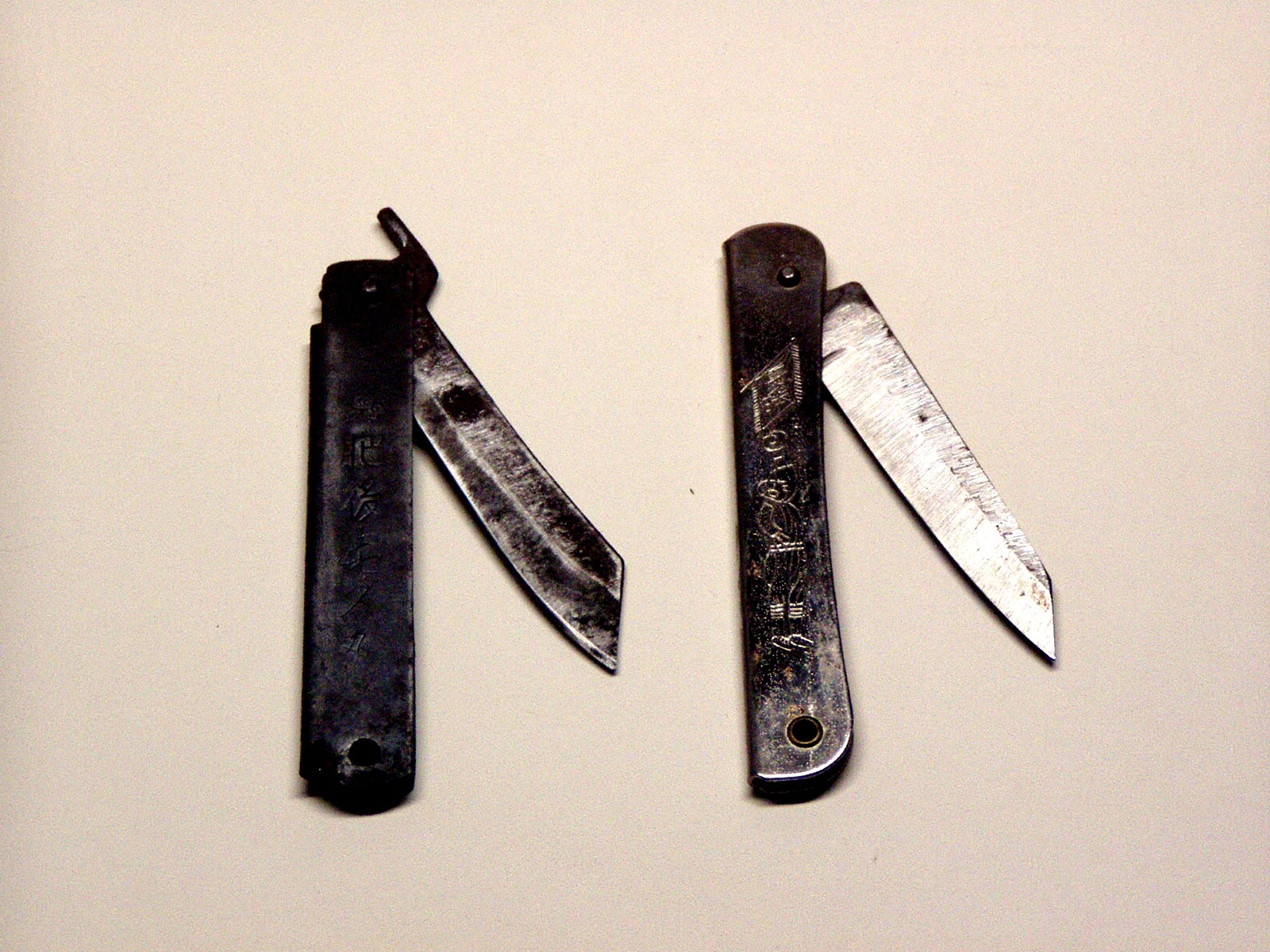
Navalles Higonokami

Un higonokami ( (肥後守, higonokami?), és un tipus de navalla de butxaca plegable que té el seu origen el 1896, a Miki, Prefectura de Hyōgo, Japó. La navalla no té sistema de bloqueig, tan sols una planxa de fricció, en forma de palanca icònica o chikir, que utilitza la pressió del polze de l'usuari sobre aquesta planxa per tal d'evitar que la fulla es plegui durant l'ús. El mànec del Higonokami està fet amb una planxa de metall doblegada. El mànec està estampat amb el nom del fabricant del ganivet i la fulla és d'acer al carboni
Higonokami es refereix a "Senyor de la provincia d'Higo". Higo era una antiga província del Japó, a l'illa de Kyūshū. Alternativament, es va usar com un com un títol honorable per als Samurai.

## Història
El ganivet va aparèixer per primera vegada el 1896 arran dels esforços dels ferrers per trobar un nou producte en la seva lluita contra la disminució de la demanda d'espases per raó de la decadència dels samurai sota les reformes fetes per l'emperador Meiji a la fi del segle xix. Les navalles Higonokami van provar ser molt reeixides i van ser molt populars al Japó. La popularitat de les navalles es va reduir després de l'enduriment al Japó de la legislació sobre ganivets el 1961.